# Джарчоу, Брюс
Брюс Джарчоу (англ. Bruce Jarchow; род. 19 мая 1948, Эванстон, Иллинойс) — американский актёр, наиболее известный по роли Лайла Фергюсона в фильме «Привидение».

## Биография
Брюс Джарчоу родился в Эванстоне, Иллинойс.
Джарчоу получил известность в 1990 году после выхода фильма «Привидение», в котором он сыграл роль банковского служащего Лайла Фергюсона. Он играл роли второго плана в сериалах «Чудеса науки» и «Дорогая, я уменьшил детей». Также он снимался в эпизодах таких телесериалов, как «Сайнфелд», «Женаты… с детьми», «Отчаянные домохозяйки» и «Как сказал Джим». Кроме того, Джарчоу играл роли в фильмах «Континентальный водораздел», «Кукловоды», «Эпидемия» и «Музыка из другой комнаты».

## Избранная фильмография
| Год       |   | Русское название            | Оригинальное название                 | Роль                               |
| --------- | - | --------------------------- | ------------------------------------- | ---------------------------------- |
| 1981      | ф | Континентальный водораздел  | Continental Divide                    | Хеллингер                          |
| 1983      | с | Все мои дети                | All My Children                       | Барри Дюмонт                       |
| 1985      | с | Семейные узы                | Family Ties                           | Тед                                |
| 1985      | с | Ти Джей Хукер               | T. J. Hooker                          | третий детектив                    |
| 1986      | ф | Манхэттенский проект        | The Manhattan Project                 | дознаватель                        |
| 1987      | ф | Дни радио                   | Radio Days                            | рекламщик                          |
| 1988      | ф | Большой                     | Big                                   | фотограф                           |
| 1988      | ф | Новая рождественская сказка | Scrooged                              | Уэйн                               |
| 1990      | ф | Привидение                  | Ghost                                 | Лайл Фергюсон                      |
| 1991      | с | Женаты… с детьми            | Married… with Children                | менеджер                           |
| 1991      | ф | Доктор                      | The Doctor                            | Тим                                |
| 1993      | ф | Бешеный пёс и Глория        | Mad Dog And Glory                     | детектив                           |
| 1993      | ф | Моя жизнь                   | My Life                               | Уолтер                             |
| 1993      | с | Следы во времени            | Time Trax                             | доктор Карпентер / доктор Уэйнрайт |
| 1993      | с | Полный дом                  | Full House                            | телевизионный продюсер             |
| 1993—1997 | с | Тренер                      | Coach                                 | Тед / спортивный комментатор       |
| 1993—1997 | с | Сайнфелд                    | Seinfeld                              | Муни / доктор                      |
| 1994      | ф | Кукловоды                   | The Puppet Masters                    | Барнс                              |
| 1994—1998 | с | Чудеса науки                | Weird Science                         | директор Скампи                    |
| 1995      | ф | Эпидемия                    | Outbreak                              | доктор Маскелли                    |
| 1996      | с | Дела семейные               | Family Matters                        | мистер Моррисон                    |
| 1997—2001 | с | Дорогая, я уменьшил детей   | Honey, I Shrunk the Kids: The TV Show | Гордон Дженнингс                   |
| 1998      | ф | Музыка из другой комнаты    | Music from Another Room               | Ричард                             |
| 1999      | с | Военно-юридическая служба   | JAG                                   | агент Грондайк                     |
| 2004      | с | Скорая помощь               | ER                                    | доктор Хаммонд                     |
| 2004—2009 | с | Как сказал Джим             | According to Jim                      | разные персонажи                   |
| 2005      | ф | Синоптик                    | The Weather Man                       | зритель                            |
| 2006      | с | Отчаянные домохозяйки       | Desperate Housewives                  | Сэмюел Борманис                    |
| 2006      | ф | Персонаж                    | Stranger Than Fiction                 | коллектор                          |
| 2008      | ф | Повышение                   | The Promotion                         | гость на вечеринке                 |
| 2009      | с | Парки и зоны отдыха         | Parks and Recreation                  | Фрэнк Шнабл                        |
| 2010      | с | Фишки. Деньги. Адвокаты     | The Defenders                         | Клайд                              |
| 2011      | с | Клуб «Плейбоя»              | The Playboy Club                      | Дик Бисли                          |
| 2012      | с | Босс                        | Boss                                  | Карпентер                          |

1. ↑  Bruce Jarchow // Discogs (англ.) — 2000.